# Иерархия влияний
Иерархия влияний, иерархическая модель влияний (англ. the Hierarchy of Influences, the Hierarchical Influences Model) — концепция, предложенная в книге «Опосредуя сообщение: Теории влияний на содержание массмедиа» (англ. Mediating the Message: Theories of Influences on Mass Media Content) профессоров Памелы Шумейкер и Стивена Риза в 1991 году. Подразумевается, что перед публикацией в СМИ материал подвергается влиянию на пяти уровнях: индивида (автора), профессиональных рутин, контроля со стороны организации, внешних влияний (социальных институтов) и идеологии (социальные системы).

## Создание иерархической модели влияний
Большая часть предположений, по признанию авторов «Опосредуя сообщение: Теории влияний на содержание массмедиа» Памелы Шумейкер и Стивена Риза, взята из проведенных до них эмпирических исследований, но некоторые гипотезы были выведены профессорами с помощью собственных знаний.
В своей книге Шумейкер и Риз описывают создание иерархической модели влияний. Первым шагом к пониманию факторов, влияющих на медиаконтент, стало их выявление. Второй шаг — анализ исследований, в которых рассматриваются эти факторы и проверяются связанные с ними гипотезы.Третий шаг — синтез того, что известно о влиянии на медиаконтент, и составление системы утверждений о связи между медиаконтентом и влиянием на него. На данном этапе анализировались уже имеющиеся результаты исследований. 
В результате, был представлен ряд гипотез и предположений. Авторы стремились найти наиболее универсальный способ описывать медиаконтент и объяснить, как у материалов в СМИ появляются определенные характеристики.

## Пять уровней (колец) иерархической модели влияний
Иерархическая модель поведения «учитывает множество сил, одновременно оказывающих влияние на СМИ, и предполагает, как влияние на одном уровне может взаимодействовать с другими на следующих кольцах». Модель также позволяет понять «СМИ и их связи с культурой, другими организациями и институтами». 

### Индивид (автор)
Уровень индивида является центральным. На содержание медиаконтента на этом кольце влияют профессиональные навыки автора, его личностные качества, а также настроение в момент написания материала. Врожденные характеристики человека, такие как пол, раса, и приобретенные, как, например, образование, религиозные и политические убеждения, оказывают косвенное воздействие путем формирования у автора личного отношения к теме публикации.

### Профессиональные рутины
Профессиональные рутины в СМИ подразумевают различные технологии и методы сбора информации. На медиаконтент влияют механизмы, с помощью которых СМИ и их сотрудники организовывают свою деятельность. Например, репортёров учат писать статьи по схеме «перевернутая пирамида». Техника подразумевает, что информацию преподносят в следующем порядке: от наиболее до наименее важной. Благодаря подобному приёму, меняется содержание текста.

### Контроль со стороны организации
Также на медиа-контент оказывает влияние сама организация — её культура, принципы, традиции, редакционная политика, кодекс этики.

### Внешние влияния (социальные институты)
На медиаконтент влияют социальные институты, которые действуют вне конкретного СМИ. На данном этапе воздействие оказывают экономические и культурные силы. Например, СМИ боится потерять крупного рекламодателя, поэтому сотрудники вынуждены освещать его продукцию только в лучшем свете, даже если её качество оставляет желать лучшего.

### Идеология (социальные системы)
В большинстве случаев в медиаконтенте находят отражение господствующие идеологические позиции. СМИ представляют собой ключевой элемент системы, находящейся под контролем тех, кто обладает экономической властью. Поэтому в публикации закладывают сообщения, помогающие поддерживать положение дел, выгодное для правящей социальной группы.

## Критика
Роберт Хэккет, профессор Simon Fraser University в Ванкувере, рассматривает иерархическую модель влияний, не как полноценную теорию, а как эвристический механизм, который позволяет систематизировать полученную в ходе исследования информацию. С позицией профессора солидарно большинство критиков данной концепции. Однако один из авторов книги «Опосредуя сообщение: Теории влияний на содержание массмедиа» Стивен Риз в своей статье «Понимая мировую журналистику: подход с точки зрения иерархии влияний» объясняет, что иерархия влияний изначально была представлена не как теоретическое объяснение, а как модель, которая позволяет отсортировать необходимые идеи и выявить связи между объектами исследования.
Роберт Хэккет утверждает, что на содержание медиаконтента значительное влияние оказывают желание угодить аудитории конкретного СМИ, развитие технологий и интернета, а также зависимость СМИ от рекламы, вынуждающая их продвигать консюмеризм. Данные факторы, по мнению профессора, не были в должной степени освещены в работе Памелы Шумейкер и Стивена Риза. Профессор Хэккет подчёркивает, что иерархическая модель влияний была разработана в контексте американской национальной культуры, в то время как исследователям, анализирующим явления современной журналистики, необходимо принимать во вниманиe влияние экономической и культурной глобализации и в особенности, медиа глобализации.
В научном эссе от 2016 года «Социология массовых коммуникаций для сетевой публичной сферы: Иерархическая модель влияний» (англ. A Media Sociology for the Networked Public Sphere: The Hierarchy of Influences Model), опубликованном издательством Routledge Taylor&Francis group, авторы пересматривают иерархическую модель влияний в связи с тем, что за время, прошедшее с момента выхода книги Шумейкер и Риза в 1991 году появились новые формы работы в СМИ, механизмы социальных институтов и совещательные площадки. Например, на уровне индивида из-за новых технологий усилилось давление на работников СМИ, так как возрос поток поступающей информации и многозадачность стала одним из основных качеств, требуемых руководством. С другой стороны, сегодня с помощью социальных сетей, таких как Twitter, специалисты могут создать не только бренд сотрудника организации, но и собственный.

Также иерархическая модель подверглась критике со стороны директора Лаборатории интернет-исследований Высшей школы экономики Олеси Кольцовой: 
— Применить эту схему в эмпирическом исследовании трудно главным образом потому, что у Шумейкер и Риза не было собственного эмпирического материала и они лишь обобщили данные исследований, основанных на совершенно разных концепциях влияния, контроля и власти. Поэтому их схема не делает различий между безличными, структурными влияниями (например, идеологией) и осознанными стратегиями контроля, имеющими явных субъектов .